# Damesroman
Damesroman of huiskamerroman is een pejoratieve term voor een bepaald type roman. De benaming werd vooral gebruikt door critici in het interbellum. 

## Achtergrond
De term ontstond in de jaren '20, toen met het opstaan van een nieuwe generatie critici, de waardering voor psychologisch-realistische werken afnam. Deze verhalen –  veelal romans, maar ook wel korte verhalen en novellen –  verschenen tijdens de nadagen van het naturalisme en werden doorgaans door vrouwelijke auteurs geschreven. De meest uitgesproken naturalistische kenmerken werden in deze verhalen zo afgezwakt dat een veelal vlot leesbaar, realistisch relaas over het wel en wee van een huisgezin overbleef, met thema's als liefde, huwelijk en gezinsleven. In de verhalen werd veel aandacht besteed aan uitgebreide detailbeschrijvingen en psychologische uitweidingen.

## Voorbeelden
Voorbeelden van schrijfsters van dergelijke romans zijn: Jo van Ammers-Küller, Top Naeff, Ina Boudier-Bakker en Margo Antink. Er waren ook mannelijke schrijvers die op deze manier schreven, zoals Herman Robbers en Johan de Meester.

## Ontvangst
De Forum-generatie keerde zich tegen deze, volgens hen uitgekauwde manier van schrijven. Met uitzondering van Carry van Bruggen zijn de vrouwelijke auteurs uit die tijd dan ook in de vergetelheid geraakt.

In de laatste decennia van de twintigste eeuw nam de wetenschappelijke belangstelling voor vrouwelijke auteurs toe. Ook werd er onderzoek gedaan naar de reden voor deze verkettering. Erica van Boven ziet de opvattingen uit die tijd over vrouwen als de voornaamste oorzaak hiervan. De vrouw is emotioneel, wordt beheerst door de liefde, heeft een vernauwd bewustzijn, kan niet logisch denken, niet scheppen, is niet origineel enz. Dit leidde tot uitspraken als: 
Verdwijnt Forum, dan wordt de situatie voor schrijvers van onze generatie zeer hachelijk. Er is dan nog maar één mogelijkheid: Groot Nederland... Wat een degradatie om van Forum op een blad vol wijven terecht te komen!’ (Menno ter Braak).

## Andere betekenis
De term damesroman wordt ook gebruikt voor liefdesromans: triviale, vaak in serie verschijnende boeken met een eenvoudig, romantisch intrige.